# ISO-Standards für Anhängersteckdosen
ISO-Standards für Anhängersteckdosen definieren die elektrischen Anschlüsse zwischen Fahrzeugen und den von ihnen gezogenen Anhängern. Sie stellen ein Mittel zur Steuerung der Anhänger dar.

## Anhängerstecker zwischen Anhänger und Personenkraftwagen, leichten oder schweren Lkw mit 12-V-Bordspannungssystemen
In Europa sind sowohl 7-polige (ISO 1724), als auch 13-polige Steckanschlüsse (ISO 11446) üblich. Die schrittweise Einführung der 13-poligen Version ist neuer, bietet mehr Dienste als die 7-polige Version, eine bessere Verriegelung und einen besseren Schutz vor Feuchtigkeit und Verunreinigungen. Die Anschlüsse sind für 12-V-Systeme ausgelegt. Ausnahmen für den 7-poligen Stecker können bestehen, wenn sie für 6 V und 24 V verwendet werden können.
Fahrzeuge und Anhänger mit 6-V-Systemen können den 7-poligen oder einen 5-poligen Stecker verwenden, aber diese sind heutzutage selten. Schwere Lastkraftwagen mit 12-V-Systemen sind normalerweise älter (Oldtimer) oder auf außereuropäischen Märkten üblich.
Die Farbcodierung ist in ISO 4141-3 definiert, die Standardfarbcodes werden jedoch nicht immer befolgt und können für ein bestimmtes Fahrzeug unterschiedlich sein.

### 7-poliger Anhängerstecker für ABS/EBS (ISO 7638-2)

24 Volt 7-poliger Anhängerstecker ISO 7638 für ABS und EBS (zugfahrzeugseitige Ansicht)

Mechanische Steckerdarstellung nach ISO 7638-2.
Dieser Anschluss ist für 12 V vorgesehen (ABS und EBS auf Schwerlastanhängern).
Kodiert durch die Schlüssellasche am Außenring zwischen Pin 3 und 4.
| # | DIN | Signal                                    | Farbe      | Kabelquerschnitt | Kabelquerschnitt | Notes                         |
| # | DIN | Signal                                    | Farbe      | mm²              | AWG              | Notes                         |
| - | --- | ----------------------------------------- | ---------- | ---------------- | ---------------- | ----------------------------- |
| 1 | 30  | +12 V permanent für Regelventile          | rot        | 4                | 11               |                               |
| 2 | 15  | +12 V über Zündung geschaltet             | schwarz    | 1.5              | 15               |                               |
| 3 | 31  | Masse für Elektrik (Stift 2)              | gelb       | 1.5              | 15               |                               |
| 4 | 31  | Masse für Regelventile (Stift 1)          | braun      | 4                | 11               |                               |
| 5 |     | ABS-Ausfall (Aktive low, wenn unter +5 V) | weiß       | 1.5              | 15               | [ISO7638-1 1]                 |
| 6 |     | CAN H, für EBS und ABS                    | grün/weiß  | 1.5              | 15               | [ISO7638-2 1] [ISO 7638-2 2]  |
| 7 |     | CAN L für EBS und ABS                     | braun/weiß | 1.5              | 15               | [ISO 7638-2 1] [ISO 7638-2 2] |

Die folgenden Zusatzinformationen sind für diesen Steckertyp vorhanden:

### 7-poliger Anhängerstecker Typ 12N (ISO 1724)

#### Sonderfall für Australien
Australien verwendet im Grunde die gleiche Verkabelung mit Ausnahme von Pin 5 und Pin 2. Der Unterschied hierbei ist, dass Pin 5 für die Anhängerbremse verwendet wird. Wenn man also einen australischen Anhänger an ein Zugfahrzeug mit ISO-Verkabelung anschließt, treten Probleme beim Anziehen der Anhängerbremsen auf, sobald die Anhängerbremse betätigt wird.

## Anhängeranschlüsse zwischen Schwerlastanhänger und Sattelzugmaschine

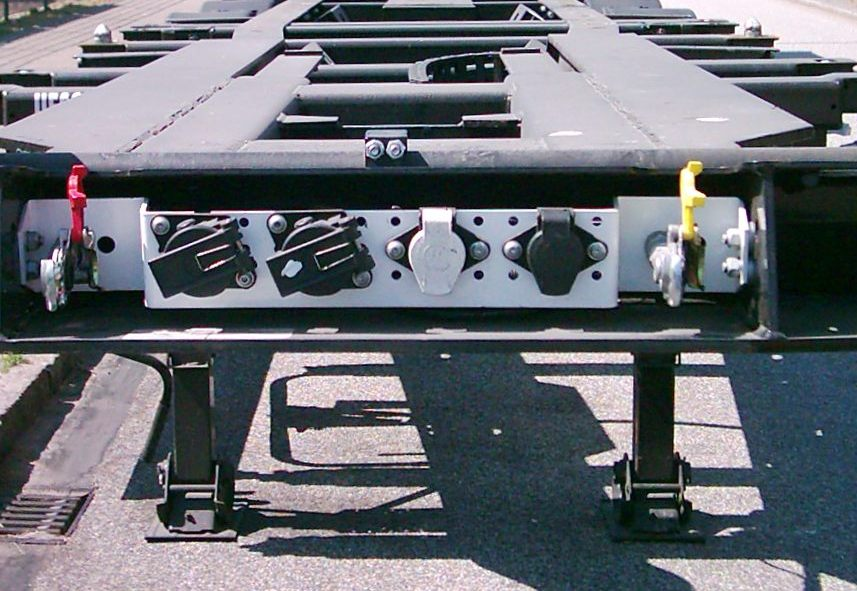
Steckverbinder an einem europäischen Schwerlastanhänger

Diese Anschlüsse sind gekennzeichnet als 24 Volt.

### 15-poliger Anhängerstecker (ISO 12098)

24 Volt 15-poliger Anhängerstecker ISO 12098 (zugfahrzeugseitige Ansicht)

Mechanische Steckerdarstellung gemäß ISO 12098.
Dieser Steckverbinder ist bei neueren Nutzfahrzeugen und Anhängern gemäß der ISO-Norm vorhanden und soll die Kombination von Steckverbindern gemäß den Normen ISO 1185 und ISO 3731 ersetzen. Der 15-polige Stecker ersetzt nicht den ISO 7638-Stecker.
| #  | DIN | Signal                                    | Farbe         | Kabelquerschnitt | Kabelquerschnitt | Notes                     |
| #  | DIN | Signal                                    | Farbe         | mm²              | AWG              | Notes                     |
| -- | --- | ----------------------------------------- | ------------- | ---------------- | ---------------- | ------------------------- |
| 1  | L   | Blinker links                             | Gelb          | 1.5              | 15               |                           |
| 2  | R   | Blinker rechts                            | Grün          | 1.5              | 15               |                           |
| 3  |     | Nebelschlussleuchten                      | Blau          | 1.5              | 15               |                           |
| 4  | 31  | Masse (-) für Stifte 1 bis 3 und 5 bis 12 | Weiß          | 2.5              | 13               |                           |
| 5  | 58L | Beleuchtung linke Fahrzeugseite           | Schwarz       | 1.5              | 15               | [ISO12098 1] [ISO12098 2] |
| 6  | 58R | Beleuchtung rechte Fahrzeugseite          | Braun         | 1.5              | 15               | [ISO12098 1] [ISO12098 2] |
| 7  | 54  | Bremsleuchten                             | rot           | 1.5              | 15               |                           |
| 8  |     |                                           | rosa          | 1.5              | 15               |                           |
| 9  | 30  | +24 V permanent                           | orange        | 2.5              | 13               |                           |
| 10 |     | Bremsbackenverschleiskontakt              | grau          | 1.5              | 15               |                           |
| 11 |     | Parkbremse aktiv (wenn Druckluft fehlt)   | schwarz/weiss | 1.5              | 15               |                           |
| 12 |     | Liftachse                                 | blau/weiss    | 1.5              | 15               |                           |
| 13 | 31  | Masse (-) für die Stifte 14 und 15        | rot/weiss     | 2.5              | 13               |                           |
| 14 |     | CAN H, nicht für EBS und ABS              | grün/weiß     | 1.5              | 15               | [ISO 12098 3]             |
| 15 |     | CAN L, nicht für EBS und ABS              | braun/weiß    | 1.5              | 15               | [ISO 12098 3]             |

Die folgenden Zusatzinformationen sind für diesen Steckertyp vorhanden:
Es gab einen Vorgänger zu diesem Stecker mit 13 Stiften, der auf den ersten Blick mit dem 15-poligen Stecker identisch ist, jedoch eine andere Anordnung der Stifte aufweist. Dies wurde nicht sehr häufig verbaut, kann aber bei einigen Fahrzeugen vorhanden sein und zu unangenehmen Überraschungen führen.

### 7-poliger Anhängerstecker für ABS/EBS (ISO 7638-1)

24 Volt 7-poliger Anhängerstecker ISO 7638 für ABS und EBS (zugfahrzeugseitige Ansicht)

Mechanische Steckerdarstellung gemäß ISO 7638-1.
Dieser Anschluss ist für 24 V vorgesehen (ABS und EBS auf Schwerlastanhängern).
Kodiert durch die Schlüssellasche am Außenring beim Pin 5.
| # | DIN | Signal                                           | Color      | Kabelquerschnitt | Kabelquerschnitt | Notes                       |
| # | DIN | Signal                                           | Color      | mm²              | AWG              | Notes                       |
| - | --- | ------------------------------------------------ | ---------- | ---------------- | ---------------- | --------------------------- |
| 1 | 30  | +24 V permanent for control valves               | rot        | 4                | 11               |                             |
| 2 | 15  | +24 V über Zündschloss geschaltet für Elektronik | schwarz    | 1.5              | 15               |                             |
| 3 | 31  | Masse (-) für Elektronik (Pin 2)                 | gelb       | 1.5              | 15               |                             |
| 4 | 31  | Ground for control valves (Pin 1)                | braun      | 4                | 11               |                             |
| 5 |     | ABS Fehleranzeige                                | weiß       | 1.5              | 15               | [ISO7638-1 1]               |
| 6 |     | CAN H, nicht für EBS und ABS                     | grün/weiß  | 1.5              | 15               | [ISO7638-1 2] [ISO7638-1 3] |
| 7 |     | CAN L, nicht für EBS und ABS                     | braun/weiß | 1.5              | 15               | [ISO7638-1 2] [ISO7638-1 3] |

Die folgenden Zusatzinformationen sind für diesen Steckertyp vorhanden:

### 7-poliger Anhängerstecker 24N (ISO 1185)

24-Volt-7-poliger Anhängerstecker ISO 1185 (von der Rückseite des Steckers aus gesehen, wo die Drähte mit den Stiften verbunden sind)

Mechanische Steckerdarstellung gemäß ISO 1185.
Dieser Stecker ist bei schweren Nutzfahrzeugen und Anhängern üblich, wird jedoch durch den ISO-12098-Stecker bei neueren Fahrzeugen ersetzt.
| # | DIN | Signal                                                | Farbe   | Kabelquerschnitt | Kabelquerschnitt | Notes                   |
| # | DIN | Signal                                                | Farbe   | mm²              | AWG              | Notes                   |
| - | --- | ----------------------------------------------------- | ------- | ---------------- | ---------------- | ----------------------- |
| 1 | 31  | Masse (-)                                             | weiß    | 2.5              | 13               |                         |
| 2 | 58L | Beleuchtung linke Fahrzeugseite                       | schwarz | 1.5              | 15               | [ISO1185 1] [ISO1185 2] |
| 3 | L   | Blinker links                                         | gelb    | 1.5              | 15               |                         |
| 4 | 54  | Bremsleuchten                                         | rot     | 1.5              | 15               |                         |
| 5 | R   | Blinker rechts                                        | grün    | 1.5              | 15               |                         |
| 6 | 58R | Beleuchtung rechte Fahrzeugseite                      | braun   | 1.5              | 15               | [ISO1185 1] [ISO1185 2] |
| 7 |     | Bremse wie bei ISO 1185 (SAE J560 weicht hiervon ab!) | blau    | 1.5              | 15               |                         |

Die folgenden Zusatzinformationen sind für diesen Steckertyp vorhanden:
Das physische Design wird auch von SAE J560 mit einer im Grunde gleichen Konfiguration verwendet. Der Unterschied besteht darin, dass SAE J560 12 V verwendet (größerer Drahtquerschnitt und höhere Stromstärke bei Sicherungen). Pin 7 kann bei SAE J560 auch ein anderes Verhalten aufweisen.

### 7-poliger Anhängerstecker 24S (ISO 3731)

24 Volt 7-poliger Anhängerstecker ISO 3731 (zugfahrzeugseitige Ansicht)

Mechanische Steckerdarstellung gemäß ISO 3731.
Dieser Steckverbinder ist üblich, wird jedoch bei neueren Fahrzeugen durch die Steckverbinder gemäß ISO 12098 und ISO 7638 ersetzt.
| # | DIN | Signal                             | Farbe  | Kabelquerschnitt | Kabelquerschnitt | Notes |
| # | DIN | Signal                             | Farbe  | mm²              | AWG              | Notes |
| - | --- | ---------------------------------- | ------ | ---------------- | ---------------- | ----- |
| 1 | 31  | Masse (-)                          | White  | 2.5              | 13               |       |
| 2 |     | ABS Fehleranzeige                  | Black  | 1.5              | 15               |       |
| 3 |     | Rückfahrscheinwerfer               | Yellow | 1.5              | 15               |       |
| 4 | 30  | +24 V permanent                    | Red    | 2.5              | 13               |       |
| 5 |     | Control via Masse                  | Green  | 1.5              | 15               |       |
| 6 | 15  | über Zündschloss geschaltete +24 V | Brown  | 2.5              | 13               |       |
| 7 |     | Nebelschlussleuchten               | Blue   | 1.5              | 15               |       |

## Symbolbeschreibung
| Beispiel | Beschreibung |
| -------- | ------------ |
|          | Kontakt      |
|          | Stift        |